# هرمان اشوکر
هرمان اشوکر (به آلمانی: Hermann Stöcker) بازیکن فوتبال و مهاجم اهل آلمان شرقی بود که از سال ۱۹۶۳ میلادی عضو تیم ملی فوتبال آلمان شرقی بوده‌است. وی در ۶ بازی ملی حضور داشته و در بازی‌های ملی‌اش ۴ گل به ثمر رساند. هرمان اشوکر آخرین بازی ملی خود را در سال ۱۹۶۵ میلادی انجام داد.